# SOS (Notsignal)

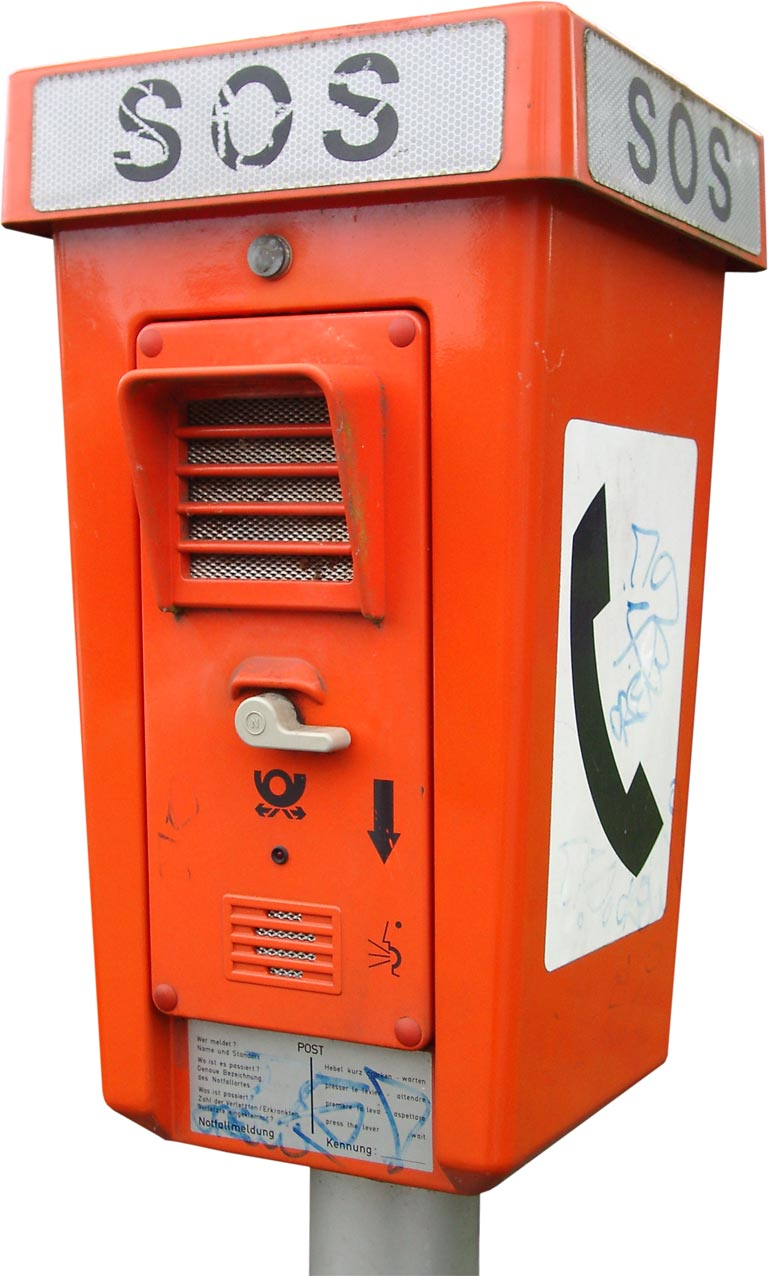
Ein Notruftelefon mit der Aufschrift „SOS“

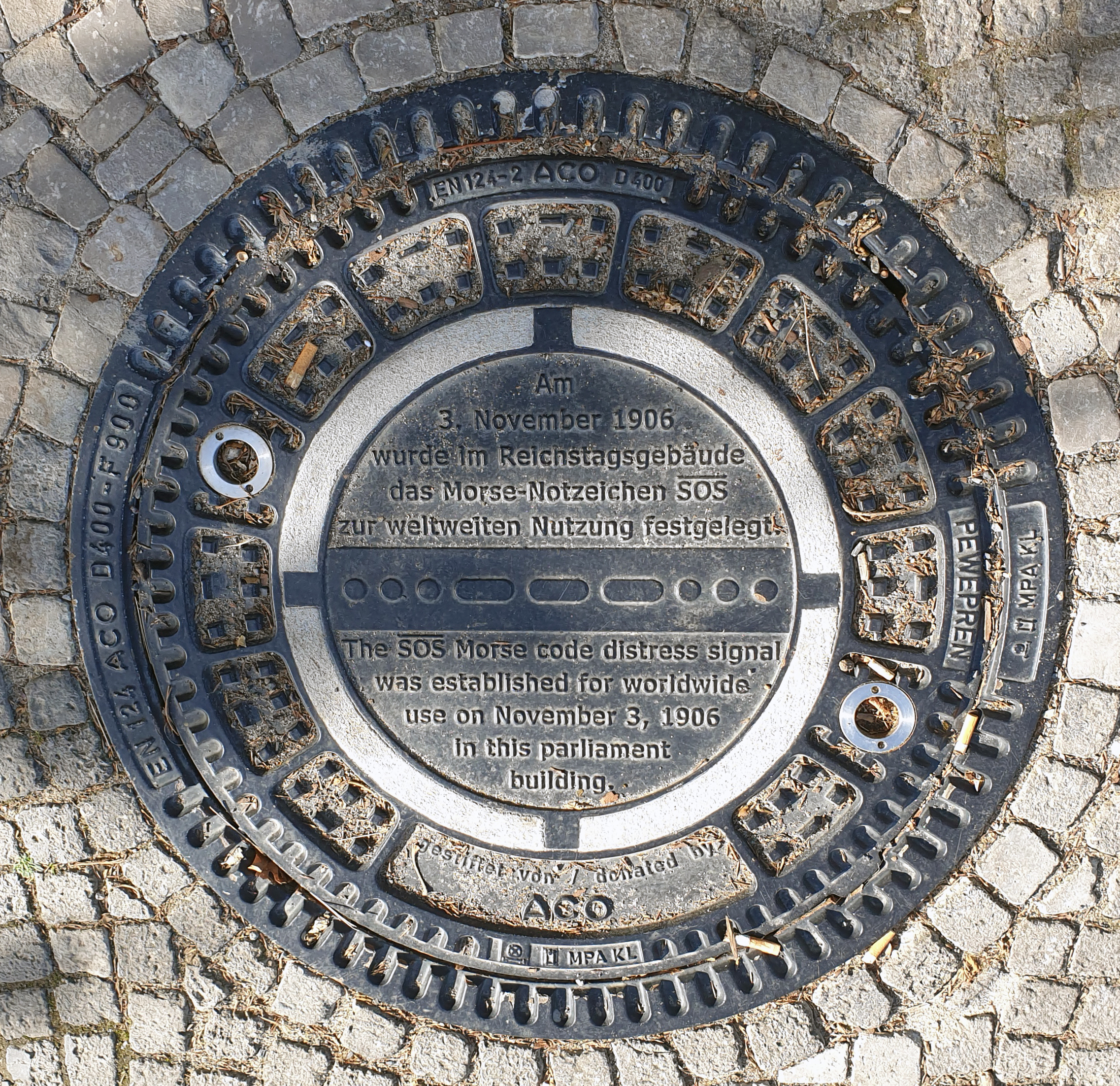
Gedenktafel auf dem Friedrich-Ebert-Platz, in Berlin-Mitte

SOS ist ein Notsignal, das seit 1906 als internationales Morsezeichen ▄ ▄ ▄ ▄▄▄ ▄▄▄ ▄▄▄ ▄ ▄ ▄  oder als ausgeschriebene Buchstabenfolge verwendet wird, um in einer Notlage Hilfe anzufordern. Im letzteren Fall werden die Buchstaben großformatig in den Sand oder Schnee geschrieben, in der Hoffnung, dass Besatzungen von Flugzeugen oder Hubschraubern diese sehen und Hilfe schicken. Des Weiteren werden Notruftelefone mit den Buchstaben „SOS“ gekennzeichnet.

## SOS als Morsecode

Morsezeichen des SOS-Signals

Der Code SOS, drei kurz, drei lang, drei kurz ▄ ▄ ▄ ▄▄▄ ▄▄▄ ▄▄▄ ▄ ▄ ▄  (auch als Didididahdahdahdididit ausgesprochen), wird nicht, wie oft angenommen, als drei Einzelbuchstaben gesendet, sondern ohne Pausen zwischen diesen Buchstaben (also nicht ▄ ▄ ▄   ▄▄▄ ▄▄▄ ▄▄▄   ▄ ▄ ▄ ). Wie jede Erstaussendung oder unbeantwortete Aussendung ist der Anruf – hier dargestellt als SOS – dreimal hintereinander zu senden (also ▄ ▄ ▄ ▄▄▄ ▄▄▄ ▄▄▄ ▄ ▄ ▄       ▄ ▄ ▄ ▄▄▄ ▄▄▄ ▄▄▄ ▄ ▄ ▄       ▄ ▄ ▄ ▄▄▄ ▄▄▄ ▄▄▄ ▄ ▄ ▄ ), um die Sendefrequenz länger zu belegen und damit die Wahrscheinlichkeit, dass der Code erkannt wird, entsprechend zu erhöhen.

## Geschichte
Im April 1904 wurde bei der deutschen Kaiserlichen Marine die Morsegruppe ▄ ▄ ▄ ▄▄▄ ▄▄▄ ▄▄▄ ▄ ▄ ▄  als Notzeichen eingeführt; mit Wirkung vom 1. April 1905 wurde sie auch für den öffentlichen Schiffsfunk in Deutschland vorgeschrieben. Diese auffällige Morsegruppe war als Notzeichen zur Unterbrechung des allgemeinen Funkverkehrs bestimmt und sollte wie ein Sirenenton alle anderen Funkstationen zur Funkstille auffordern. Sie war daher nicht als Anruf zu senden, sondern so lange zu wiederholen, bis alle anderen Stationen den Sendebetrieb eingestellt haben. Danach sollte der Inhalt des Notrufs folgen.
International hatte die Firma Marconi Company für ihre Funker ab 1904 den Code CQD (▄▄▄ ▄ ▄▄▄ ▄   ▄▄▄ ▄▄▄ ▄ ▄▄▄   ▄▄▄ ▄ ▄ ) zur Einleitung von Notrufen bestimmt. Er setzt sich zusammen aus dem Code CQ für französisch sécurité (hier: „Achtung!“) und D für détresse („Notfall“). Nach anderen Quellen stand CQ für englisch come quick („Komm schnell“) und D für Danger („Gefahr“). Dieses Signal war nicht zur Unterbrechung von Rufen anderer Funkstationen geeignet, sondern diente bei bestehender Stille als Anruf mit der Adresse: An alle, Notruf.
Zu jener Zeit konkurrierten die Funksystemhersteller und Duopolisten Marconi und Telefunken so heftig, dass es Schiffsfunkern – damals nicht Angestellte der Reederei, sondern stets der Funkgesellschaft – nicht erlaubt war, Funkrufe von Funkstellen der Konkurrenz anzunehmen. Dies konnte zur Nichtbeachtung von Notrufen führen. Um diesen seerechtswidrigen Zustand zu beenden, wurde auf der Internationalen Funktelegrafiekonferenz in Berlin von 1906 beschlossen, das deutsche Notzeichen international zu übernehmen; es wurde nach der Bestätigung durch alle seefahrenden Nationen ab dem 1. Juli 1908 offiziell eingeführt. Das deutsche Notzeichen war einprägsam und auch für ungeübte Funker leicht aus anderen Signalen herauszuhören, setzte sich aber dennoch nur langsam durch. Der erste bekannte Seenotruf, abgesetzt am 23. Januar 1909 von der Republic, war CQD, und auch der Erste Funker der Titanic wurde 1912 erst von seinem Kollegen auf das neue Signal hingewiesen.
Angebliche Bedeutungen von SOS als Abkürzung für save our souls oder save our ship („Rettet unsere Seelen“ oder „Rettet unser Schiff“) wurden erst später in das Signal hineininterpretiert.

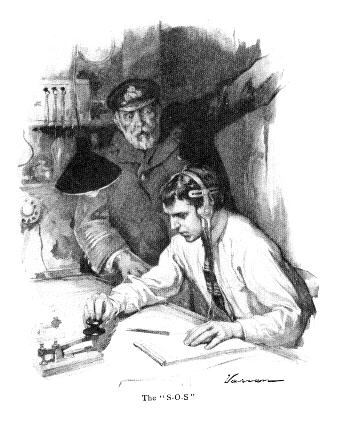
Ein Telegrafist in einer dramatischen Szene sendet SOS, während der Kapitän des Schiffes hinter ihm steht

Erstmals wurde SOS am 10. Juni 1909 von dem Passagierschiff Slavonia gesendet, als es vor den Azoren Schiffbruch erlitt.
Der Untergang der Titanic zeigte später, dass neben einem einheitlichen Signal und einer Standard-Notruf-Frequenz auch regelmäßiges Abhören dieser Frequenz notwendig war. Dass ein Schiff in unmittelbarer Nähe nicht Hilfe leistete, wurde unter anderem darauf zurückgeführt, dass dessen Bordfunkstelle zur Unglückszeit nicht besetzt war – Vorschriften dafür gab es damals noch nicht. Erst auf diesen Vorfall hin wurde noch 1912 die verpflichtende „Hörwache“ rund um die Uhr eingeführt sowie die dreiminütige Funkstille auf der Anruf- und Notfrequenz 500 kHz (jeweils ab der 15. und ab der 45. Minute nach der vollen Stunde). Mit späterer Einführung des Sprechfunks wurden für Notrufe zusätzlich das Codewort „Mayday“ und entsprechende Regeln für Notfrequenz und Funkstille vereinbart.

Im Zweiten Weltkrieg wurden von den Alliierten leicht abzusetzende Zusatz-Codes eingeführt, um bei Angriffen auf die Handelsschiffe die Bedrohungsarten zu unterscheiden. Dabei bedeutete
- AAA einen Angriff durch ein Luftfahrzeug
- RRR einen Angriff durch ein Oberflächenschiff
- SSS einen Angriff durch ein U-Boot.[10][11]

Mit der weltweiten Einführung des satellitengestützten Seenot-Funksystems GMDSS 1999 wurde das Morsesignal SOS in der kommerziellen Seefahrt endgültig abgeschafft.